# Brooke Smithová (herečka)
Brooke Smithová (nepřechýleně Smith; * 22. května 1967, New York, USA) je americká herečka. Nejvíce je známá díky roli v televizním seriálu Chirurgové, kde ztvárnila postavu Dr. Eriky Hahn a také díky roli Kateřiny Martinové ve filmu Mlčení jehňátek z roku 1991.

## Životopis
Narodila se v New Yorku jako dcera vydavatele Gena Smithe a novinářky Lois Smith, která spolupracovala s hercem Robertem Redfordem a s dalšími herci a režiséry. Studovala na střední škole Tappan Zee High School v Orangetown/ Blauvelt, NY. Poté navštěvovala American Academy of Dramatic Arts, kterou po první roce studia opustila. Bydlela spolu se zpěvákem Jeffem Buckleyem předtím než nahrál svou nejznámější píseň a album Grace.

## Kariéra
Smith se objevila v několika filmech, například Modernisté (1988), Mlčení jehňátek (1991), The Night We Never Met (1993), Pan Báječný (1993), Vanya on 42nd Street (1994), Last Summer in the Hamptons (1995), Můj nejmilejší bar (1996), Kansas City (1996), The Broken Giant (1998), Remembering Sex (1998), Náhodné setkání (1999), Eventual Wife (2000), Zabít nebo zemřít: Hráči - série sedmá (2001), For Earth Below (2002), Česká spojka (2002), Melinda a Melinda (2004), Andělé s ocelovým hlasem (2004), Shooting Vegetarians (2005), Zná ji jako svý boty (2005), a Jmenovec (2006).

### Televize
Smith účinkovala v šesté řadě seriálu Drzá Jordan, kde hrála Dr. Kate Switzer, dále pak v seriálu Odpočívej v pokoji, kde ztvárnila jednu z učitelů umění Claire Fisher a v seriálu Tráva, kde hrála exmanželku Petera Scottsona, pozdějšího manžela hlavní postavy seriálu Nancy Botwin.
Brooke hrála v pilotním díle seriálu Dirty Sexy Money Andreu, ale v dalších dílech byla nahrazena herečkou Sheryl Lee. Poté ale přišla její průlomová postava, tentokrát se jménem Dr. Erica Hahnová. Nastoupila totiž do seriálu Chirurgové. Nakonec zde odehrála 23 epizod, a poté její postava odešla.
Získala také role v seriálech Zločin v ulicích, Zákon a pořádek: Zločinné úmysly, Právo a pořádek, Myšlenky zločince a The Hunger.

#### Chirurgové
Smith se objevila ve 4. sezóně v epizodě číslo 5 "Haunt You Every Day", ve které získala Dr. Hahnová místo šéfky kardiologického oddělení nemocnice Seattle Grace. Brooke Smith patřila v seriálu mezi hlavní postavy, ale v 5. sezóně byla vyhozena.
3. listopadu 2008 sdělila magazínu Entertainment Weekly, že její postava byla vyškrtnuta ze seriálu. Smith uvedla, že její postava byla „opravdu velmi šokující“ a nadnesla, že důvodem vyškrtnutí postavy ze seriálu bylo to, že vyvolávala nepříjemné pocity kvůli lesbickému vztahu, který vedla s postavou Dr. Calliope Torres.

## Politika
Smith promlouvala 27. srpna 2008 ve veřejné debatě na shromáždění v Denveru na podporu nezávislého kandidáta Ralpha Nadera.

## Osobní život
Byla účastníkem newyorské hardcore punkové scény na konci 80. let, svědčí o tom její fotografie na stránkách spolku "Street Boners and TV Carnage."
Smith se 6. ledna 1999 vdala za ruského kameramana Steva Lubenskeho. Společně vychovávají dceru, Fanny Grace Lubensky, narozenou 12. března 2003 v New Yorku. V květnu roku 2008 adoptovala společně s manželem dívku z Etiopie, Lucy Dinknesh Lubensky. V současné době žijí v New Yorku ve čtvrti Upper West Side a v Hollywoode.

## Filmografie

### Film
| Rok  | Název                                  | Role              | Poznámky |
| ---- | -------------------------------------- | ----------------- | --- |
| 1988 | Modernisté                             | Abigail           | |
| 1991 | Mlčení jehňátek                        | Kateřina Martin   | |
| 1993 | The Night We Never Met                 | Catha             | |
| 1993 | Pan Báječný                            | Jan               | |
| 1994 | Vanya on 42nd Street                   | Sonya             | Nominována na Chlotrudis Award v kategorii nejlepší ženský herecký výkon ve vedlejší roli Nominována na Independent Spirit Award v kategorii nejlepší ženský herecký výkon ve vedlejší roli |
| 1995 | Poslední léto v Hamptonu               | Lois              | |
| 1996 | Můj nejmilejší bar                     | Tina              | |
| 1996 | Kansas City                            | Babe Flynn        | |
| 1998 | The Broken Giant                       | Rosemary Smith    | |
| 1998 | Remembering Sex                        | Jennifer Sharp    | |
| 1999 | Náhodné setkání                        | Sarah             | |
| 2000 | Eventual Wife                          | Susan             | |
| 2001 | Zabít nebo zemřít: Hráči – série sedmá | Dawn Lagarto      | |
| 2002 | For Earth Below                        | Dede              | |
| 2002 | Česká spojka                           | Důstojník Swanson | |
| 2004 | Melinda a Melinda                      | Cassie            | |
| 2005 | Shooting Vegetarians                   | Kuřecí muž        | |
| 2005 | Zná ji jako svý boty                   | Amy               | |
| 2006 | Jmenovec                               | Sally             | |
| 2010 | A Little Help                          | Kathy Helms       | |
| 2010 | Fair Game                              | Diana             | |
| 2010 | The Aspern Papers                      | Tita Bordereau    | |
| 2013 | Interstellar                           | zdravotní sestra  | |
| 2013 | Prodloužený víkend                     | Evelyn            | |
| 2014 | Road Hard                              | Carol             | |
| 2015 | Day Out of Days                        | Annabel           | |
| 2015 | The Call of Charlie                    | Diane             | krátkometrážní film |
| 2016 | Broken Links                           | Diane             | |
| 2016 | To the Bone                            | Olive             | |
| 2017 | The Angry River                        | Katherine Alsea   | krátkometrážní film |
| 2017 | Dude                                   | Lorraine          | |
| 2018 | Blood Clots                            | Diane             | |
| 2019 | Šokující odhalení                      | Irena Brigante    | |

### Televize
| Rok       | Název                            | Role                       | Poznámky                                                                                        |
| --------- | -------------------------------- | -------------------------- | ----------------------------------------------------------------------------------------------- |
| 1988      | The Equalizer                    | Risa                       | díl: „A Dance on the Dark Side“                                                                 |
| 1996–2005 | Zákon a pořádek                  | Margot Bell / Paní Kurland | 3 díly                                                                                          |
| 1997      | The Larry Sanders Show           | Tonya                      | díl: „Make a Wish“                                                                              |
| 1999      | Zločin v ulicích                 | Josephine Pitt             | díl: „Truth Will Out“                                                                           |
| 1998–1999 | The Hunger                       | Lee Cooper                 | 2 díly                                                                                          |
| 2001      | Big Apple                        | Lois, Mooneyho sestra      | 3 díly                                                                                          |
| 2002      | Zákon a pořádek: Zločinné úmysly | Tessa Rankin               | díl: „Fantom“                                                                                   |
| 2004      | Odpočívej v pokoji               | Carolyn Pope               | 3 díly                                                                                          |
| 2006      | Heist                            | Sarah                      | 3 díly                                                                                          |
| 2007      | Drzá Jordan                      | Dr. Kate Switzer           | vedlejší role 13 dílů                                                                           |
| 2007      | Zákon a pořádek                  | Paní Kurlandová            | díl: „Captive“                                                                                  |
| 2007      | Dirty Sexy Money                 | Andrea Smithson            | díl: „Pilot“                                                                                    |
| 2007      | Tráva                            | Valerie Scottson           | 4 díly                                                                                          |
| 2006–2008 | Chirurgové                       | Dr. Erica Hahn             | 23 dílů Nominovaná na Screen Actors Guild Award v kategorii nejlepší seriálové obsazení (drama) |
| 2010      | Myšlenky zločince                | Barbara Lynch              | díl: „Záhadná zmizení“                                                                          |
| 2012      | Zákon a pořádek: Zločinné úmysly | Delia Wilson               | 3 díly                                                                                          |
| 2012      | American Horror Story: Asylum    | Dr. Gardner                | díl: „Ramínko“                                                                                  |
| 2013      | Graceland                        | Marianne O'Connor          | díl: „Pilot“                                                                                    |
| 2013–2015 | Ray Donovan                      | Frances Simpson            | 13 dílů                                                                                         |
| 2016      | Nashville                        | Jackie Hudson              | díl: „It's Sure Gonna Hurt“                                                                     |
| 2016      | Stitchers                        | Dr. Naomi Burke            | díl: „The Two Deaths of Jamie B.“                                                               |
| 2017      | Hand of God                      | Lesley Levay               | díl: „I See That Now“                                                                           |
| 2017      | Bosch                            | kapitán Ellen Lewis        | 5 dílů                                                                                          |
| 2017      | Batesův motel                    | šerif Jane Greene          | 6 dílů                                                                                          |
| 2018      | Supergirl                        | Jacqueline Nimball         | díl: „Schott Through the Heart“                                                                 |
| 2018      | The Crossing                     | Diana                      | 3 díly                                                                                          |
| 2018      | Dobrý doktor                     | Sybil Meeks                | díl: „Drsná sýkorka“                                                                            |
| 2018      | Chicago Med                      | Amber Young                | díl: „Death Do Us Part“                                                                         |
| 2019      | Projekt Modrá kniha              | Sara Downing               | díl: „Příšera z Flatwoods“                                                                      |
| 2019      | Odhalení                         | Myra                       | díl: „Stay Inside“                                                                              |
| 2019      | Dobrý boj                        | Zelda Raye                 | díl: „The One with the Celebrity Divorce“                                                       |
| 2019      | Neuvěřitelná                     | Dara Kaplan                | díl „Epizoda 7“                                                                                 |
| 2020      | The Chris Watts Story            | Tammy Lee                  | TV film                                                                                         |
| 2020–2021 | Big Sky                          | Merilee Legarski           | vedlejší role, 8 dílů                                                                           |
| 2021      | FBI: Most Wanted                 | Flora Matthews             | díl „Winner“                                                                                    |
| 2021      | Them                             | Helen Koistra              | 3 díly                                                                                          |
| 2021      | Prism                            | bude oznámeno              | pilotní díl                                                                                     |